# 貝澤冰原島峰
83°29′S 51°57′W / 83.483°S 51.950°W
貝澤冰原島峰（英語：Beiszer Nunatak）是南極洲的冰原島峰，位於伊利沙伯女皇地，屬於彭薩科拉山脈中福里斯特爾山脈的一部分，處於拉伊冰原島峰以南2公里，在1956年1月13日由美國海軍發現。